# Tanaecia mycsotina
Tanaecia mycsotina är en fjärilsart som beskrevs av Hans Fruhstorfer 1912. Tanaecia mycsotina ingår i släktet Tanaecia och familjen praktfjärilar. Inga underarter finns listade i Catalogue of Life.